# 久保晴生
久保 晴生（くぼ はるお、1936年7月18日 - ）は、日本テレビ放送網の元アナウンサー、日テレ学院スーパーバイザー。旧・満洲奉天市出身。

## 経歴
早稲田大学卒業後、1960年、日本テレビにアナウンサーとして入社。同期は久能靖らがいる。
元NHKでフリーアナウンサーの久保純子は長女。

## 出演番組

### 日テレアナウンサー時代
報道・情報番組
| 期間          | 期間          | 番組名                                         | 役職         | 担当日         | 備考 |
| ------------- | ------------- | ---------------------------------------------- | ------------ | -------------- | --- |
| 1969年9月29日 | 1970年3月27日 | 奥さまハプニングサロン                         | 司会         | 月・水・金曜日 | 火・木曜日は小林完吾が担当 |
| 1975年1月     | 1983年3月     | NNNジャストニュース                            | 福富達の代理 | 平日           | |
| 1977年4月     | 降板時期不明  | NNNおはよう!ニュースワイド                     | キャスター   | 木・金曜日     | |
| 1979年4月2日  | 1980年3月28日 | NNNきょうの出来事                              | キャスター   | （交替制）     | 平日で小林と交替にて担当 |
| 1980年3月31日 | 1980年6月26日 | NNNきょうの出来事                              | キャスター   | 月・火曜日     | 小林が不在時に代役も担当、1981年4月から週末のシフト勤務も担当                                                                       |
| 1980年6月29日 | 1981年3月25日 | NNNきょうの出来事                              | キャスター   | 月～水曜日     | 小林が不在時に代役も担当、1981年4月から週末のシフト勤務も担当                                                                       |
| 1984年4月2日  | 1986年3月28日 | NNN6:30きょうのニュース                        | キャスター   | 平日           | |
| 1985年8月12日 | 1985年8月12日 | NNNニューススポット（20:54）                   | キャスター   | 月曜日         | 同日発生の日本航空123便墜落事故関連のキャスターを担当 なお直前の「ザ・トップテン」では小林が担当、小林は『NNNきょうの出来事』で復帰 |
| 1985年8月12日 | 1985年8月12日 | NNN報道特別番組 『NNN報道スペシャル』（21:00） | キャスター   | 月曜日         | 同日発生の日本航空123便墜落事故関連のキャスターを担当 なお直前の「ザ・トップテン」では小林が担当、小林は『NNNきょうの出来事』で復帰 |

バラエティ・中継担当番組・その他
- スポーツ中継（若手時代）
- ドライブ・ゲーム（1964.10.30-1969.3.28）
- 巨泉×前武ゲバゲバ90分!（実況リポート 1969.10.21 国際反戦デー闘争のデモ隊と機動隊の衝突を小田急百貨店の屋上より）
- 太陽にほえろ! -第171話「暴走」（1975年）
- チャールズ皇太子ダイアナ妃との結婚式中継（後輩の青尾幸と共にロンドンより、1981.7.29）
- BBCの日本語放送

### 日テレアナウンス部長時代
- NNN11PMニュース速報（1988.9.20 昭和天皇の容態急変関連）

### 日テレアナウンスカレッジ校長時代
- とんねるずの生でダラダラいかせて!!（女子アナ予備校の講師（不定期） 2000年頃）

### 現役引退後
- ウチくる!?（フジテレビ）2009.7.19、11.10